# Caloptilia asplenifoliatella
Caloptilia asplenifoliatella là một loài bướm đêm thuộc họ Gracillariidae. Nó được tìm thấy ở Nova Scotia và Hoa Kỳ (New Jersey).
Ấu trùng ăn Comptonia asplenifolia, Comptonia peregrina và Myrica gale. Chúng ăn lá nơi chúng làm tổ.